# LEB BDe 4/4
Les automotrices BDe 4/4 no 21 à 24 ainsi que l'automotrice Are 4/4 no 25 sont des automotrices électriques de la compagnie du chemin de fer Lausanne-Échallens-Bercher.

## Description

### Contexte
Les automotrices de 3e classe CFe 4/4 no 21 à 24 sont les premières automotrices électriques à circuler sur la ligne du LEB. Les automotrices 21 à 24 ont été construites en 1935, alors que la 25 date de 1947. À la suite du reclassement de la 3e classe en 2e classe causé par la suppression de la 1re classe par les CFF en 1956, elles ont été re-catégorisée BFe 4/4 puis en BDe 4/4 en 1964.
Parmi les cinq automotrices originelles, seules deux ont été préservées. La BDe 4/4 21 a été refaite et baptisée Ropraz. Elle sert actuellement pour des prestations dites à la carte dont le voyage en ancien matériel roulant. La 22 a été vendue au NStCM en 1991, où elle est désormais immatriculée 221. La 23 a été mise hors service en 1990 à la suite d'un accident et démolie en 1995. La 24 a été mise hors service en 1972 et démolie en 1973. Finalement, la 25 sera entièrement réaménagée en voiture restaurant de 1re classe en 1995 et devient du type Are 4/4. Elle est baptisée Gros-de-Vaud et arbore un écusson européen. Finalement, plus aucune des cinq premières automotrices électriques du LEB ne sert au service régulier aujourd'hui.

### Technique
La BDe 4/4 21 Ropraz comporte 40 places assises comme les autres anciennes automotrices 22 à 25. Elle est équipée de freins Charmilles. Après sa transformation, l'Are 4/4 25 ne comporte plus que 30 places assises et est transformée en  salon roulant. Elle est équipée de freins Hardy. Les deux automotrices 21 et 25 sont dans une livrée Vert foncé et blanc crème. Avant sa transformation, la 21 était d'une livrée orange en bas et blanc crème en haut. Celle-ci est détruite le 28 janvier 2015

### Autre BDe 4/4
Une autre automotrice de type BDe 4/4, la no 601, renumérotée 28, a été acquise en février 2009 avec la voiture pilote Bt 702, renumérotée 53, aux CJ après qu'elles eurent transité par le BOB pour le projet de desserte avorté du Mystery Park. Elles sont utilisées comme train de renfort jusqu'à l'arrivée des RBe 4/8 en avril 2010 ; date à laquelle elles sont cédées à l'association La Traction. La 601 y est remise en son état d'origine et utilisée comme train historique sous la dénomination : train des horlogers,.
Cette automotrice a été mise en service en 1953 pour les chemins de fer du Jura. Elle a été construite par les ateliers de SIG et de la SAAS. Elle dispose d'une puissance de 324 kW pour une tare de 26,5 t et une vitesse maximale de 70 km/h et son compartiment voyageurs est doté de 32 places. Durant tout son service au LEB, elle garde sa livrée des CJ.

## Liste des véhicules
| Automotrices | Automotrices    | Automotrices    | Automotrices           | Automotrices           | Automotrices                               | Automotrices |
| no           | Mise en service | Révision(s)     | Baptême                | Emblème                | Remarque(s)                                | Photo        |
| ------------ | --------------- | --------------- | ---------------------- | ---------------------- | ------------------------------------------ | ------------ |
| 21           | 1935            |                 | Ropraz                 |                        | Livrée Gros-de-Vaud ; démolie en 2015      |              |
| 22           | 1935            |                 |                        |                        | Vendue au NStCM en 1991                    |              |
| 23           | 1935            |                 |                        |                        | Hors service en 1990 ; démolie en 1995     |              |
| 24           | 1935            |                 |                        |                        | Hors service en 1972 ; démolie en 1973     |              |
| 25           | 1947            | 19 mai 1998     | Gros-de-Vaud           |                        | Livrée d'origine                           |              |
| 28 (601)     | 2006            |                 |                        |                        | Ex CJ, Ex BOB, cédée à La Traction en 2010 |              |
| Voitures     |                 |                 |                        |                        |                                            |              |
| no           | Mise en service | Révision(s)     | Type                   | Type                   | Remarque(s)                                | Photo        |
| 15           | 1957            | 19 octobre 1990 | Voiture seconde classe | Voiture seconde classe | Démolie en janvier 2015                    |              |
| 16           | 1952            | 15 août 1991    | Voiture seconde classe | Voiture seconde classe | Livrée d'origine                           |              |
| 17           | 1944            |                 | Voiture seconde classe | Voiture seconde classe | Cédée au FCE en 2004                       |              |
| 18           | 1944            |                 | Voiture seconde classe | Voiture seconde classe | Cédée au FCE en 2001                       |              |
| 19           | 1946            |                 | Voiture seconde classe | Voiture seconde classe | Démolie                                    |              |

## Galerie de photos

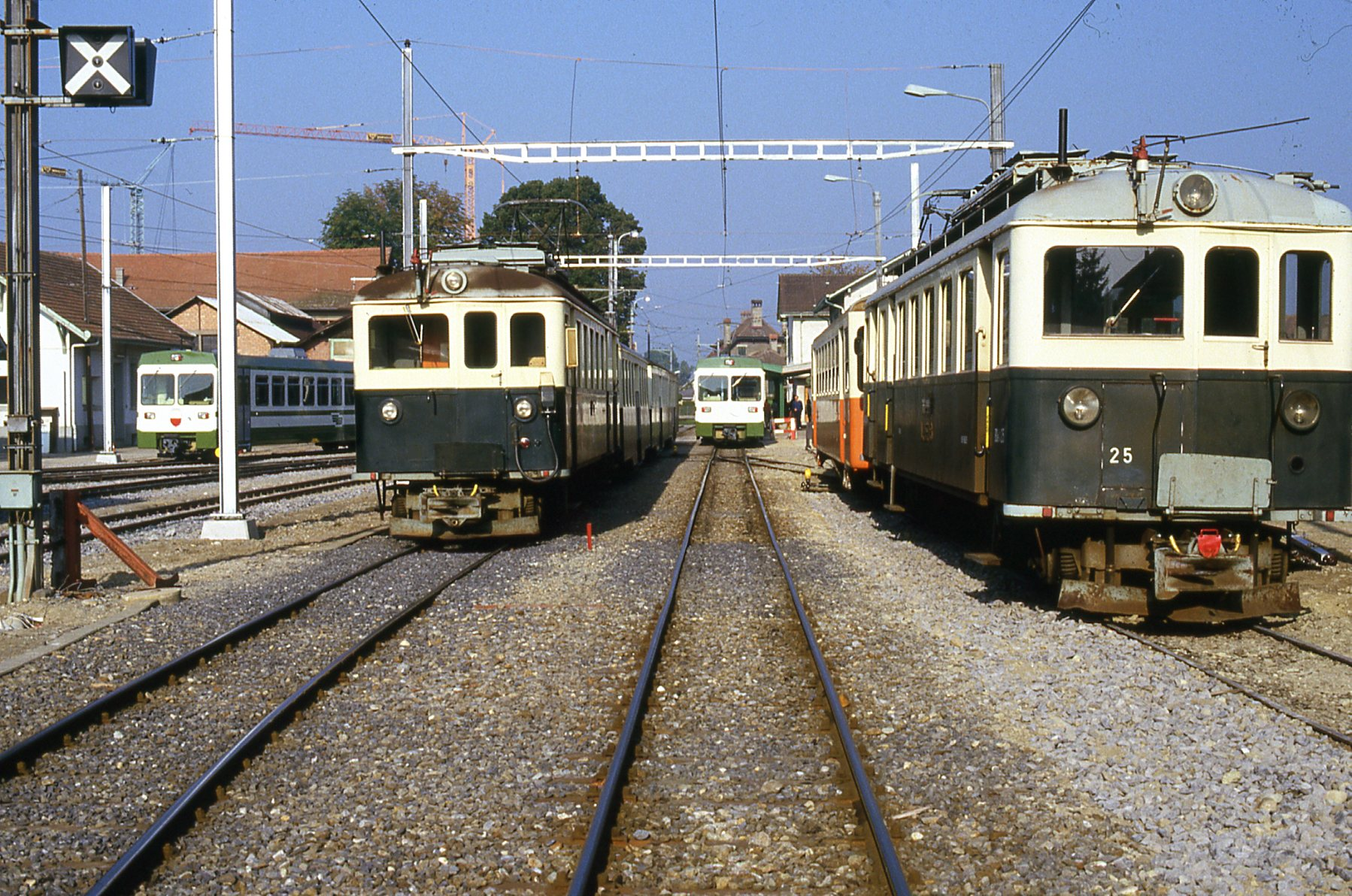
Automotrice BDe 4/4 25 avant transformation à la gare d'Échallens.
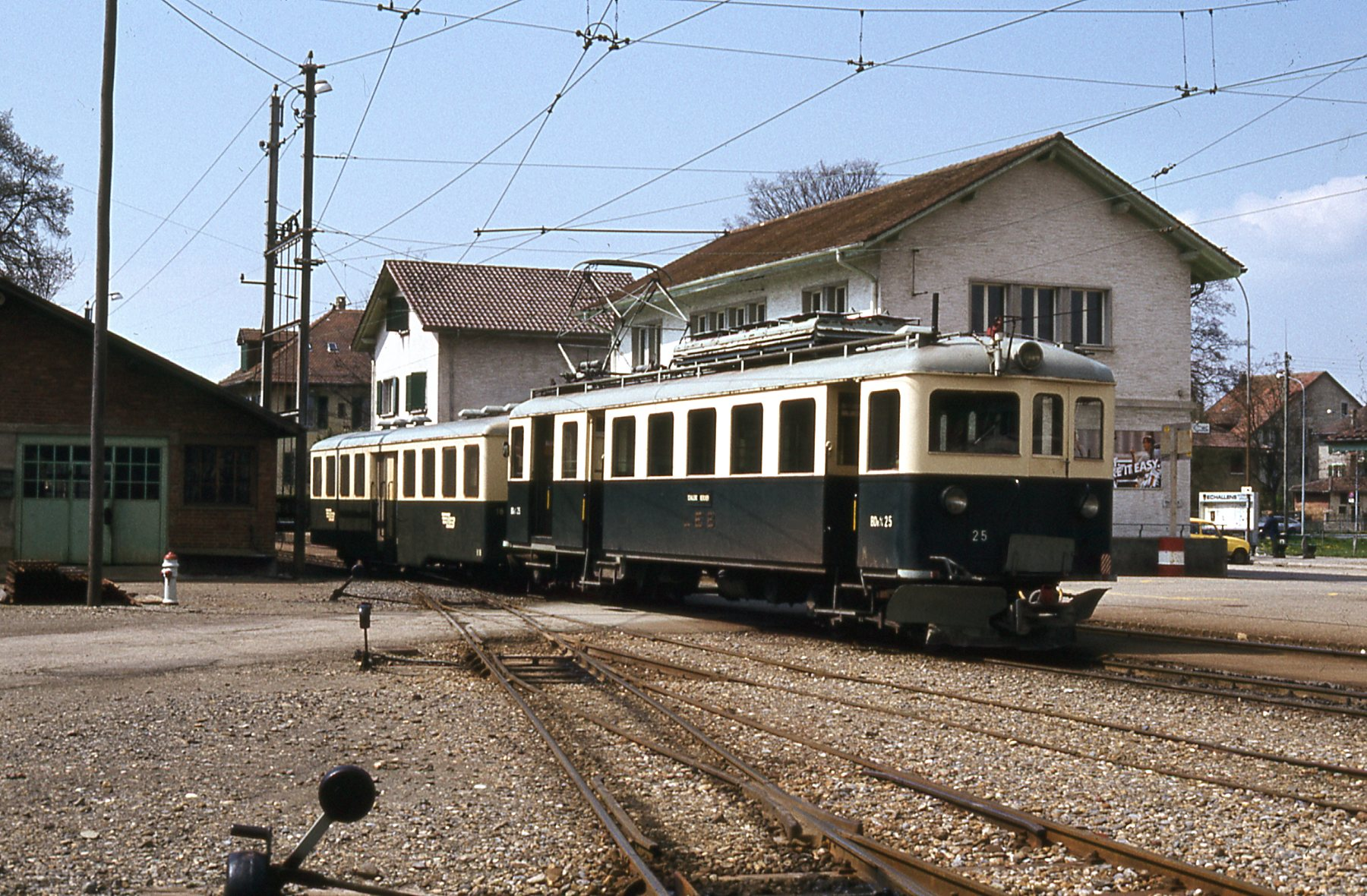
Composition typique des années 1980 à la gare d'Échallens.
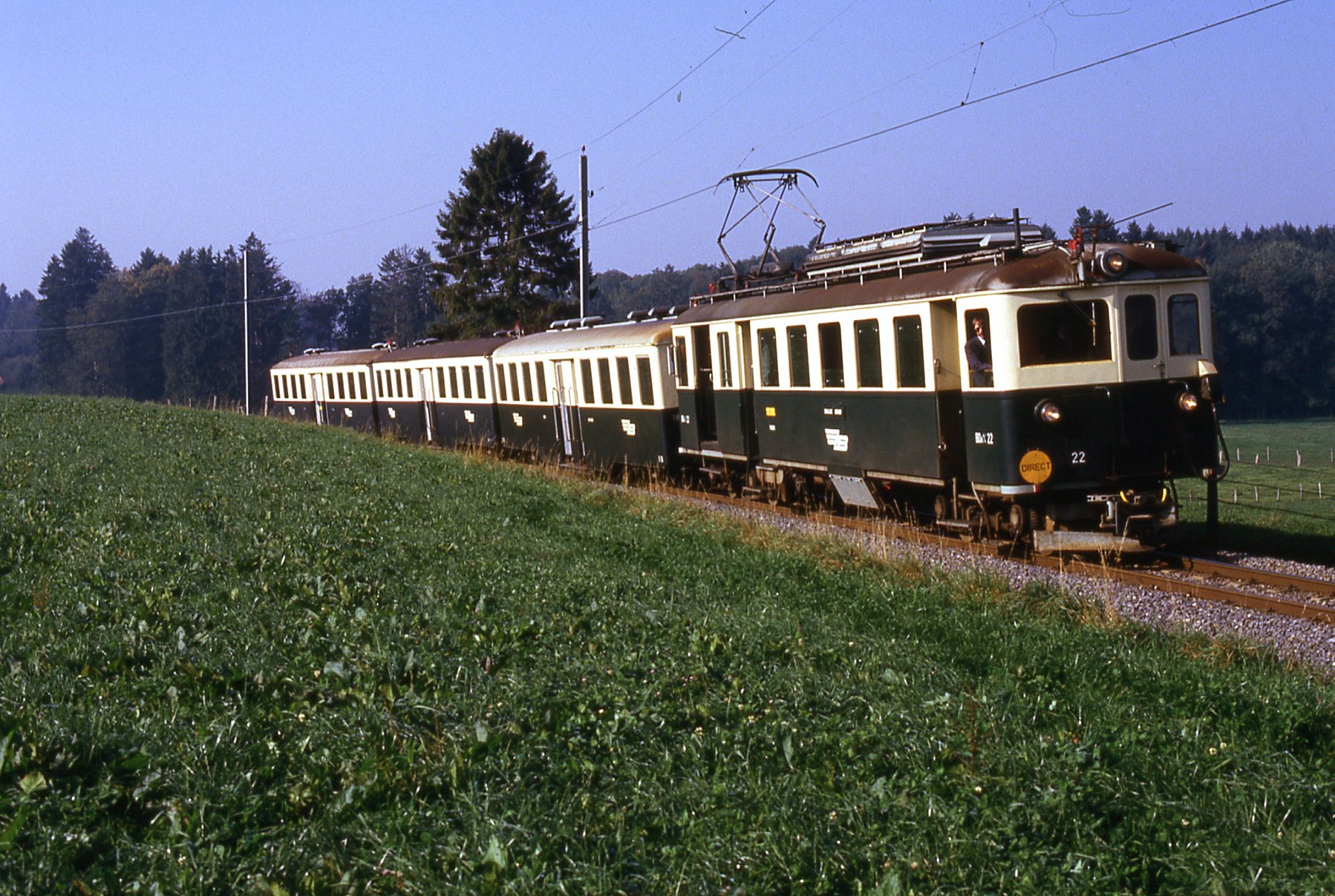
Train direct tracté par l'automotrice BDe 4/4 22 entre Échallens et Bercher.
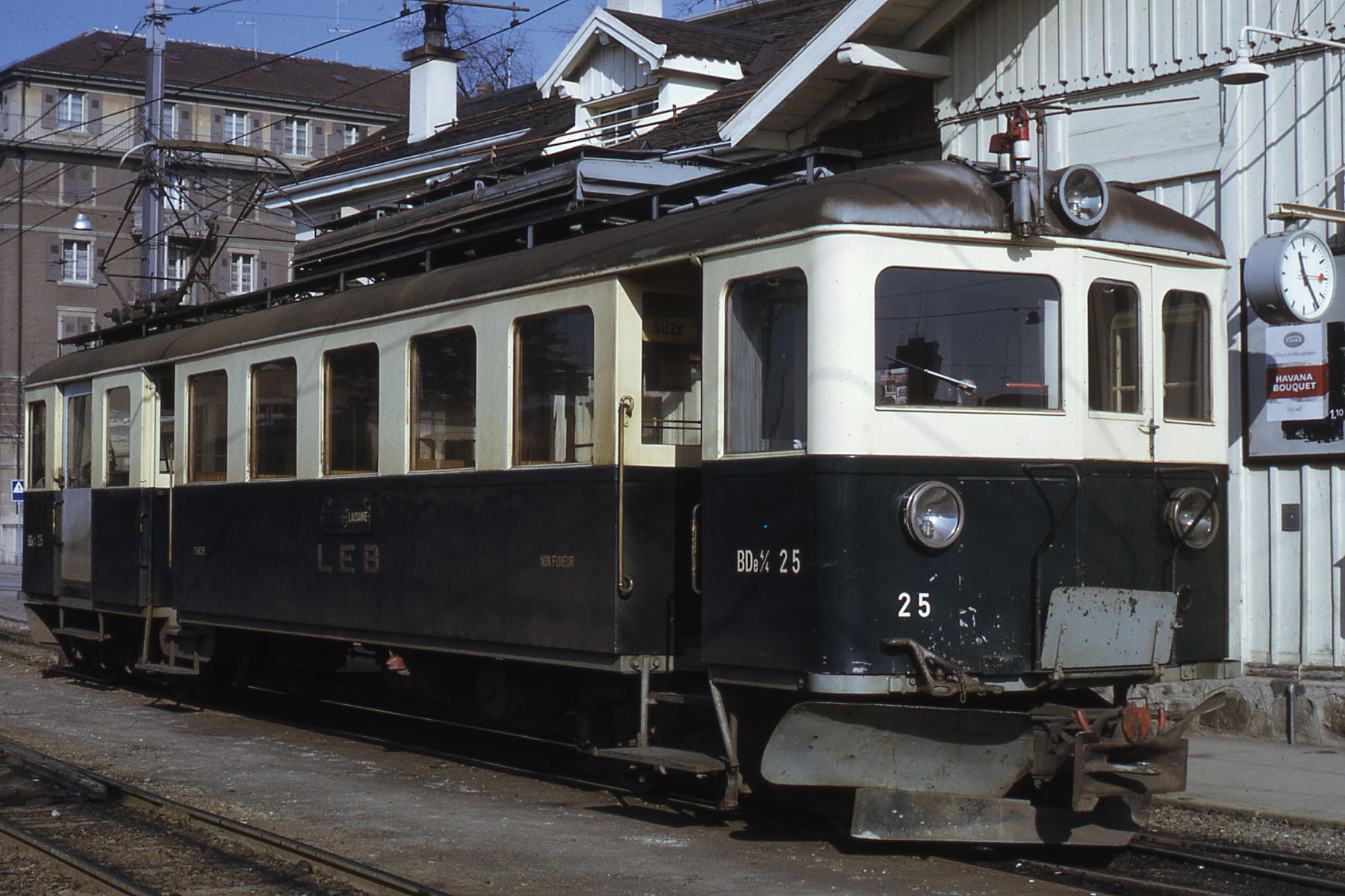
BDe 4/4 25 attendant le départ à l'ancienne gare de Lausanne-Chauderon en 1968.
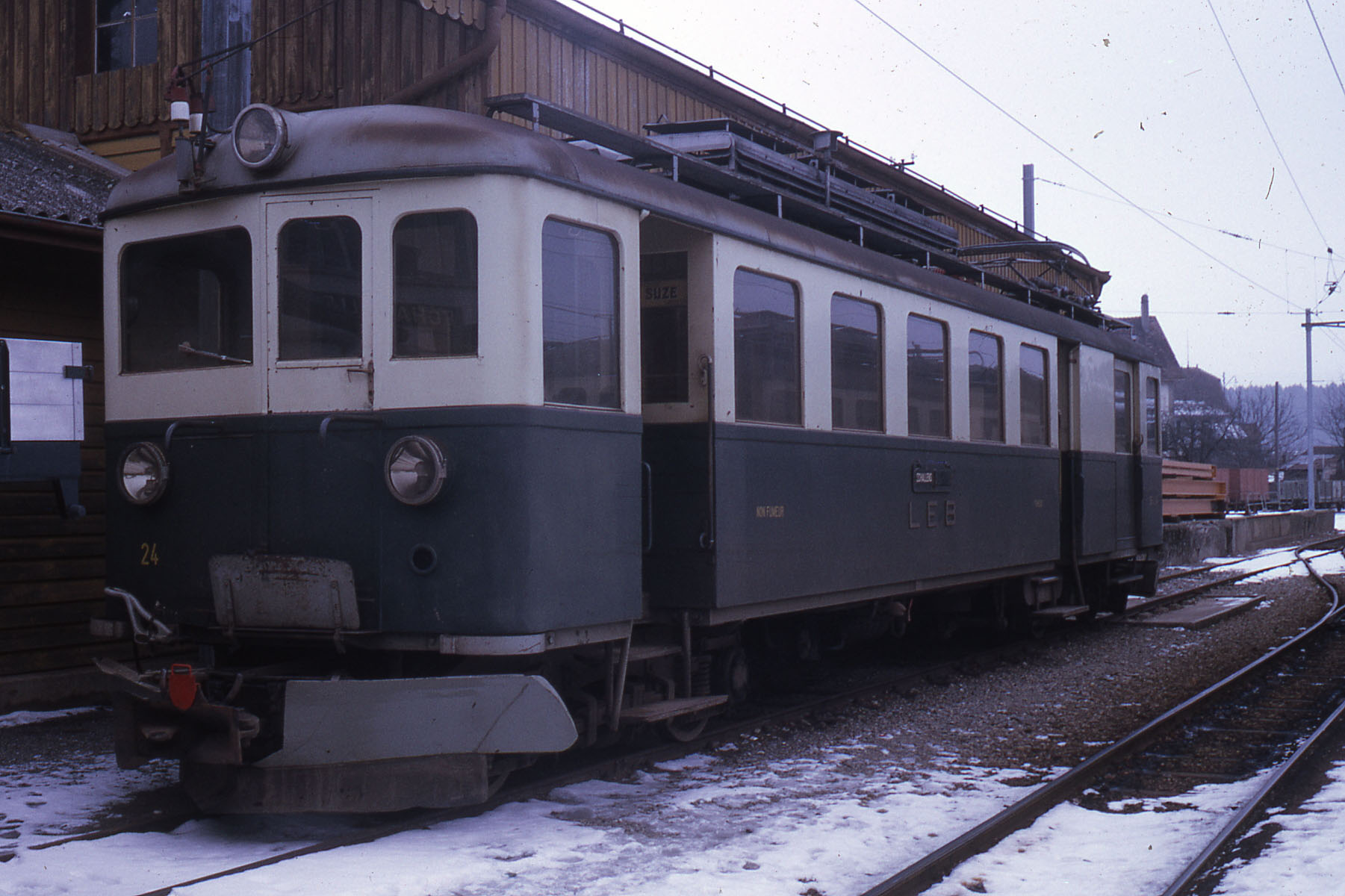
BDe 4/4 24 arrêtée à l'ancienne gare d'Échallens en 1970.
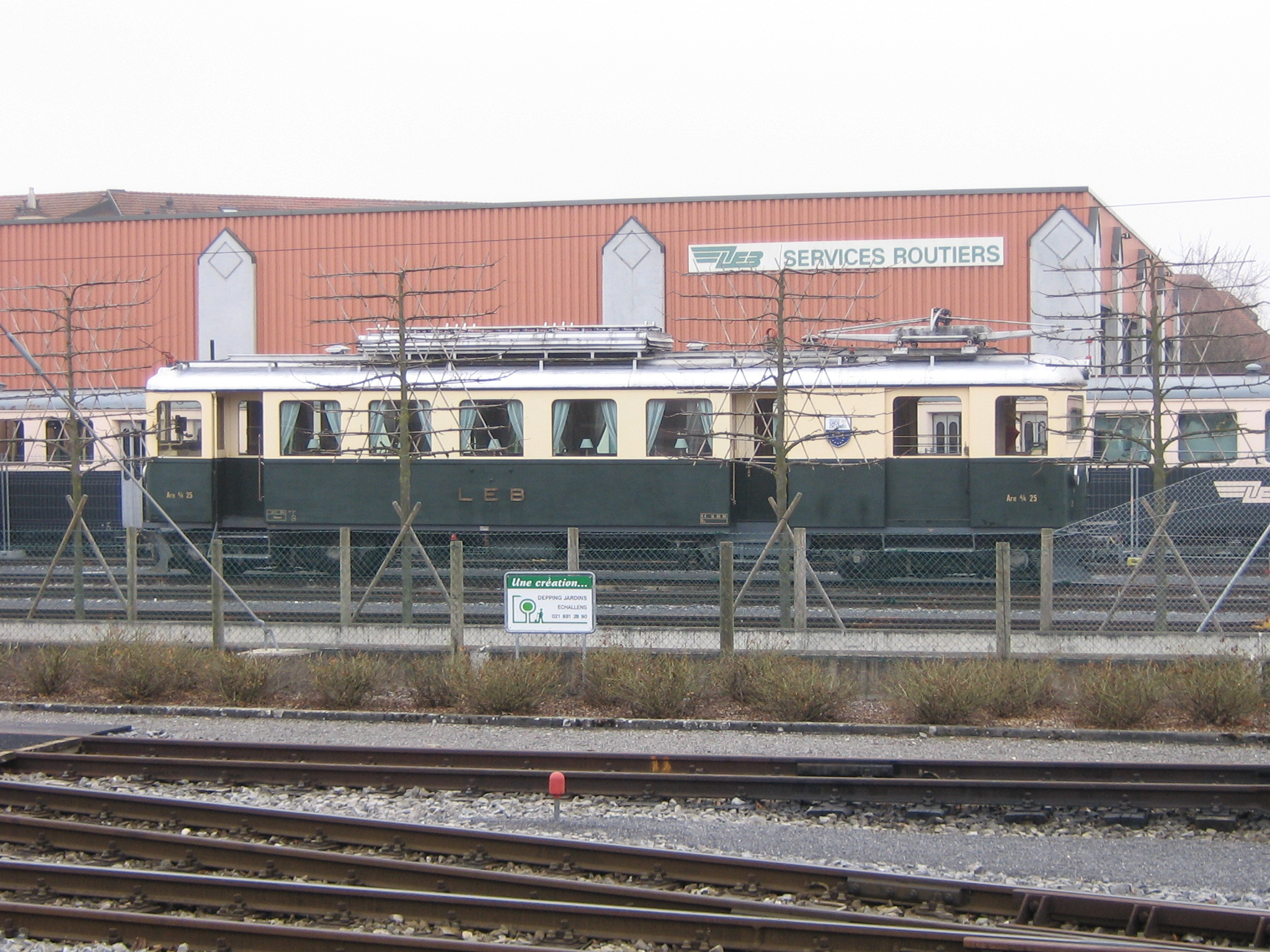
Automotrice Are 4/4 25 Gros-de-Vaud, ex BDe 4/4 25, stationnée au dépôt d'Échallens.
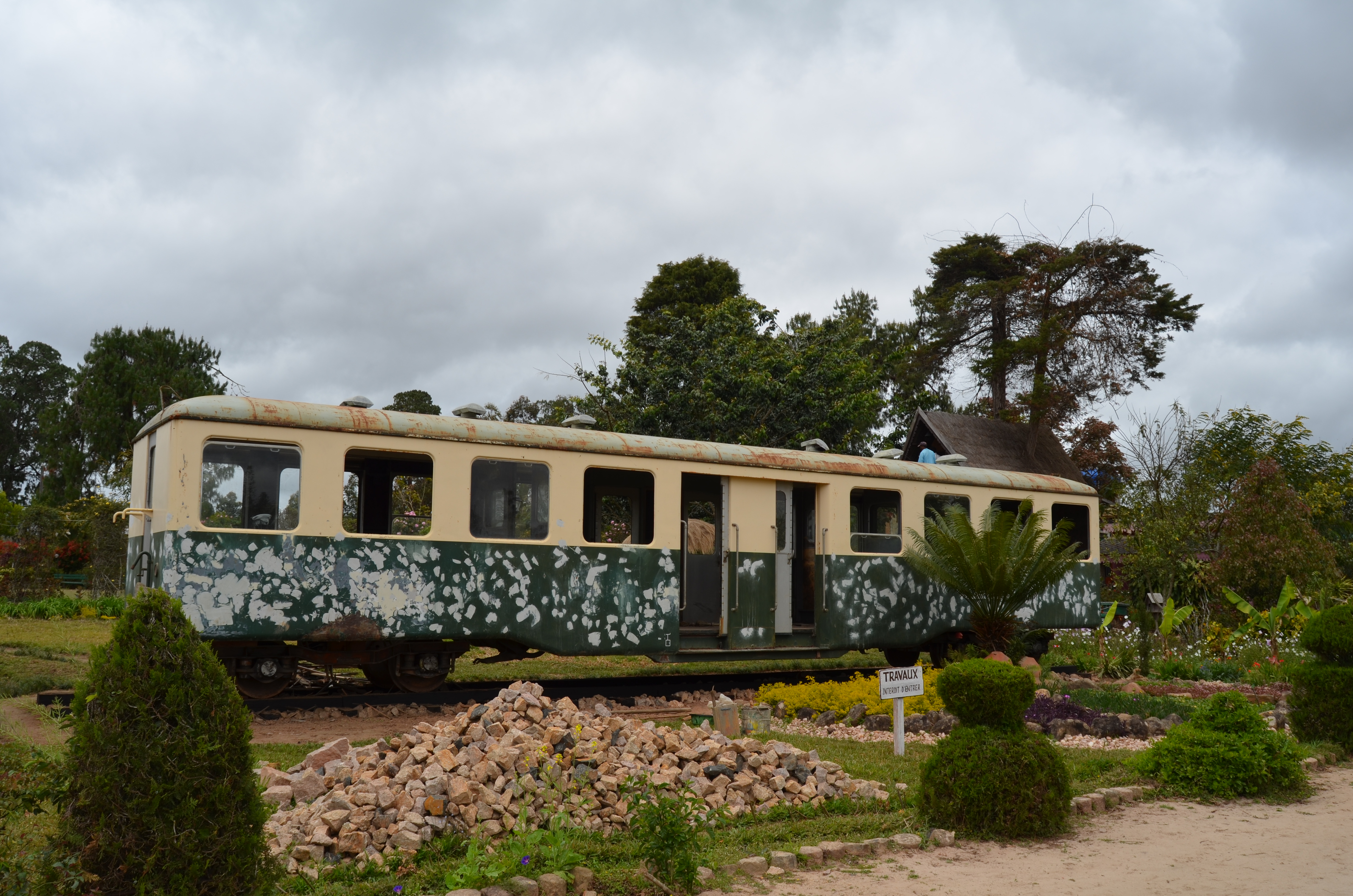
Voiture B18 à Fianarantsoa en attente de pouvoir être rénovée pour une mise en service sur la ligne FCE.